# 紅燒大網鮑
紅燒大網鮑或稱紅燒大網鮑片是南園酒家的代表菜，取材「三個頭」溏心網鮑，經繁複程序浸發、烹煮後而保留鮑魚鮮味，切片後切口平滑不留刀紋，芡汁濃淡得宜。